# Emmanuel Pappas
Emmanuel Pappas (tiếng Hy Lạp: ?) là một khu tự quản ở vùng Trung Makedonías, Hy Lạp. Khu tự quản Emmanuel Pappas có diện tích 338 km², dân số theo điều tra ngày 18 tháng 3 năm 2001 là 19053 người.